# Поток (Поповача)
Поток је насељено место у општини Поповача, у Мославини, Хрватска, пре нове територијалне организације у саставу бивше велике општине Кутина.

## Историја
Почетком 20. века место Поток је православна парохијска филијала која припада парохији - селу Нарти.

## Становништво
На попису становништва 2011. године, Поток је имао 756 становника.

## Попис1991.
На попису становништва 1991. године, насељено место Поток је имало 931 становника, следећег националног састава:
| Попис 1991.‍  | Попис 1991.‍  | Попис 1991.‍ | Попис 1991.‍ | Попис 1991.‍ |
| ------------ | ------------ | ----------- | ----------- | ----------- |
|              |              |             |             |             |
| Хрвати       | Хрвати       |             | 905         | 97,20%      |
| Срби         | Срби         |             | 5           | 0,53%       |
| Југословени  | Југословени  |             | 3           | 0,32%       |
| Мађари       | Мађари       |             | 3           | 0,32%       |
| Немци        | Немци        |             | 3           | 0,32%       |
| Чеси         | Чеси         |             | 3           | 0,32%       |
| Муслимани    | Муслимани    |             | 1           | 0,10%       |
| Словаци      | Словаци      |             | 1           | 0,10%       |
| Словенци     | Словенци     |             | 1           | 0,10%       |
| Украјинци    | Украјинци    |             | 1           | 0,10%       |
| неопредељени | неопредељени |             | 2           | 0,21%       |
| непознато    | непознато    |             | 3           | 0,32%       |
| укупно: 931  |              |             |             |             |